# Luise Krüger
Pour les articles homonymes, voir Krüger.
Luise Martha « Lies » Krüger (née le 11 janvier 1915 à Dresde et morte le 13 juin 2001 dans la même ville) est une athlète allemande spécialiste du lancer de javelot. Licenciée au Dresdner SC, elle mesurait 1,66 m pour 54 kg.

## Biographie

### Palmarès
| Date | Compétition           | Lieu   | Résultat | Performance |
| ---- | --------------------- | ------ | -------- | ----------- |
| 1936 | Jeux olympiques d'été | Berlin | 2e       | 43,29 m     |
| 1938 | Championnats d'Europe | Paris  | 3e       | 42,49 m     |

### Records
| Épreuve           | Performance | Lieu | Date |
| ----------------- | ----------- | ---- | ---- |
| Lancer de javelot | 46,27 m     |      | 1939 |